# F.P.1
F.P.1 nu răspunde (titlu original în germană: F.P.1 antwortet nicht) este un roman SF & fantasy de Curt Siodmak și un film SF german din 1932 regizat de Karl Hartl. În rolurile principale joacă actorii Hans Albers, Sybille Schmitz, Georg John.

## Prezentare
Locotenentul Droste vrea să construiască o stație aeriană în mijlocul oceanului Atlantic, pentru a permite piloților care realizează zboruri intercontinentale să realimenteze și, dacă este nevoie, să repare aeronavelor lor. Cu ajutorul pilotului Ellissen, el reușește să câștige sprijinul Lennartz - Werke pentru acest proiect. Ellissen, care s-a încurcat cu sora proprietarului Claire Lennartz, vrea să stea departe de căsătorie și caută noi aventuri.
După doi ani, platforma a devenit un oraș în mijlocul oceanului, cu piste, hangare, hoteluri și centre comerciale. În timpul unei furtuni, se întrerup comunicațiile cu platforma. Ultimele sunete auzite la telefon au fost focuri de armă și țipete. După ce s-a liniștit vremea, cei mai buni piloți pornesc imediat spre  F.P.1. Ellissen, care are o depresie, este convins de Claire s-o însoțească la platformă. Avionul lor se prăbușește pe o insulă, dar supraviețuiesc.
Echipajul de pe F.P.1 a fost victima a unui sabotor, care i-a amețit cu gaz. Înainte ca inginerul-șef Damsky să fugă cu o barcă, a deschis valvele, lucru care reprezintă un pericol de scufundare pentru F.P.1. Claire îl găsește pe Droste grav rănit și are grijă de el. Ellissen trebuie să recunoască faptul că Claire s-a îndepărtat de el. După o perioadă scurtă de timp pleacă cu un avion după ajutoare. El vede o navă, sare din avionul său, este luată la bordul navei și solicită ajutor prin radio. O flotă de nave și avioane este trimisă apoi pentru a salva F.P.1.

## Distribuție
Versiunea germană
- Hans Albers: Ellissen
- Sybille Schmitz: Claire Lennartz
- Paul Hartmann: Kapitänleutnant Droste
- Peter Lorre: Foto-Jonny
- Hermann Speelmans: Damsky
- Erik Ode: Konrad
- Werner Schott: Matthias Lennartz
- Gustav Püttjer: Mann mit der Fistelstimme
- Georg John: Maschinist

Versiunea franceză

(I.F.1 Ne Repond Plus)
- Charles Boyer: Ellissen
- Danielle Parola: Claire Lennartz
- Jean Murat: Kapitänleutnant Droste

Versiunea engleză

(Floating Platform 1 Does Not Answer)
- Conrad Veidt: Ellissen
- Jill Esmond: Claire Lennartz
- Leslie Fenton: Kapitänleutnant Droste
- Donald Carthrop: Foto-Jonny
- William Freshman: Konrad

## Vezi și
- Listă de filme germane din 1919–1932